# Сонково
Сонково — робітниче селище у Тверській області, адміністративний центр Сонковського району. Населення — 4124 жителів (2007 рік). Розташоване на сході Тверської області, за 161 кілометрів на північний сход від Твері. 

## Історія
Сформувалося наприкінці 19 століття як пристанційне селище на залізничній лінії Бологе — Рибінськ. 
Після будівництва залізниці на Красний Холм (на північ) і на Кашин (на південь) став залізничним вузлом. 
Спочатку селище й станція називалися Савелино (за назвою найближчого пустища), в 1903 році й станцію й селище перейменували в Сонково. З 1929 року — селище міського типу. 
Під час другої світової війни залізничний вузол Сонково використовувався для перекидання ешелонів, перевезення військових вантажів, евакуації жителів окупованих районів Калінінської й інших областей, блокадного Ленінграда. У селищі Сонково працював великий евакуаційний пункт. 
Залізничний вузол зазнав бомбардуванням німецької авіації.